# Aumsville
Aumsville az Amerikai Egyesült Államok északnyugati részén, Oregon állam Marion megyéjében elhelyezkedő város, a salemi statisztikai körzet része. A 2020. évi népszámlálási adatok alapján 4234 lakosa van.
Minden augusztusban kétnapos kukoricaünnepet rendeznek.

## Története
A települést Henry L. Turner vejéről, Amos M. Davisről (közismertebb nevén Aumusról) nevezte el. Aumsville 1911. augusztus 3-án kapott városi rangot.
A 2010. december 14-ei tornádó következtében a városháza és több lakóház is megrongálódott.

## Népesség
A 2010-es népszámláláskor a városnak 3584 lakója, 1182 háztartása és 937 családja volt. A népsűrűség 1450 fő/km2. A lakóegységek száma 1231, sűrűségük 421,6 db/km2. A lakosok 84,3%-a fehér, 0,5%-a afroamerikai, 2,2%-a indián, 0,6%-a ázsiai, 0,3%-a a Csendes-óceáni szigetekről származik, 6,7%-a egyéb, 5,4%-a pedig kettő vagy több etnikumú. A spanyol vagy latino származásúak aránya 14,4% (   )
A háztartások 49,5%-ában élt 18 évnél fiatalabb. 53,4% házas, 20,7% egyedülálló nő, 5,2% egyedülálló férfi, 20,7% pedig nem család. 16,3% egyedül élt; 5,6%-uk 65 éves vagy idősebb. Egy háztartásban átlagosan 3,03 személy élt; a családok átlagmérete 3,33 fő.
A medián életkor 30,4 év volt. A város lakóinak 34,3%-a 18 évesnél fiatalabb, 8% 18 és 24 év közötti, 28,2%-uk 25 és 44 év közötti, 21,1%-uk 45 és 64 év közötti, 8,4%-uk pedig 65 éves vagy idősebb. A lakosok 47,2%-a férfi, 52,8%-a pedig nő.

## Fordítás
- Ez a szócikk részben vagy egészben  az   Aumsville, Oregon című angol Wikipédia-szócikk ezen változatának fordításán alapul.  Az eredeti cikk szerkesztőit annak laptörténete sorolja fel. Ez a jelzés csupán a megfogalmazás eredetét és a szerzői jogokat jelzi, nem szolgál a cikkben szereplő információk forrásmegjelöléseként.